# Krambambula (zespół muzyczny)
Krambambula – białoruska grupa rockowa. Została założona w 2001 roku jako poboczny projekt lidera N.R.M. Lawona Wolskiego i muzyków zespołu Hasta la Fillsta. Zespół wydał sześć albumów studyjnych, kompilację najlepszych utworów oraz dwa single internetowe.
Na pierwszych czterech albumach Krambambuli jej brzmienie balansowało na pograniczu rocka, popu i folka, z częstymi nawiązaniami do innych gatunków muzycznych. Od chwili wymiany większości składu w 2010 roku grupa prezentuje w nowych nagraniach znacznie ostrzejszy, rockowy styl.
Od początku działalności zespołu charakterystyczne są dla niego lekkie, humorystyczne, oscylujące głównie wokół tematyki biesiadnej teksty piosenek, napisane w przeważającej mierze w języku białoruskim. Na wydanym w 2015 roku albumie Czyrwony sztral, zgodnie z zapowiedziami członków grupy ostatnim w jego działalności, pojawiły się także teksty o zabarwieniu patriotycznym.

## Skład

### Obecny skład
- Lawon Wolski – wokal, gitara, klawisze (od 2001)
- Michaił Maryniczau – gitara basowa (od 2019)
- Pawieł Arakielan – saksofon, flet (od 2012)
- Pawieł Trypuć – gitara (od 2013)
- Andrej Jakubczyk – trąbka (od 2012)
- Pawieł Mamonau – perkusja (od 2012)[7]

### Byli członkowie
- Siarhiej Kananowicz – gitara (2001–2010)
- Uładzisłau Pluszczau – gitara basowa (2001–2010)
- Alaksandr Chaukin – skrzypce, klawisze (2001–2010)
- Alaksandr Bykau – perkusja (2001–2006)
- Juraś Żdanau – trąbka (2004–2007)
- Kastuś Karpowicz – puzon (2004–2012)
- Mikoła Biełanowicz – perkusja (2006–2010)
- Radasłau Sasnoucau – trąbka (2007–2012)
- Pawieł Traciak[a] – gitara, mandolina (2009–2012)
- Aleh Harus – gitara, ukulele (2010–2013)
- Siarżuk Sztender – perkusja (2010–2012)
- Aleś-Franciszak Myszkiewicz – gitara basowa (2010–2019)

### Muzycy gościnni
- Siarhiej Michałok – wokal (2003–2004)
- Alaksandr Kulinkowicz – wokal (2003–2004)
- Andrij Kuźmenko – wokal (2004)
- Hiunesz Abasawa – wokal (2004)[5]

## Dyskografia

### Albumy studyjne
| Rok  | Dane dot. albumu |
| ---- | --- |
| 2002 | Zastolny albom - Oryginalna pisownia tytułu: Застольны альбом - Wydawca: West Records                                      |
| 2003 | Krambambula 1 i 1/2. Karali rajonu - Oryginalna pisownia tytułu: Крамбамбуля 1 і 1/2. Каралі раёну - Wydawca: West Records |
| 2004 | Radyjo Krambambula 0,33 FM - Oryginalna pisownia tytułu: Радыё Крамбамбуля 0,33 FM                                         |
| 2007 | Światocznaja - Oryginalna pisownia tytułu: Сьвяточная - Wydawca: Go Records                                                |
| 2011 | Drabadzi-drabada - Data wydania: 27 grudnia 2011                                                                           |
| 2015 | Czyrwony sztral - Oryginalna pisownia tytułu: Чырвоны штраль - Data wydania: 14 października 2015 - Wydawca: Piarszak      |

### Kompilacje
| Rok  | Dane dot. albumu                                       |
| ---- | ------------------------------------------------------ |
| 2007 | The Best albo Belarusian Disco - Wydawca: West Records |

### Single
| Rok  | Dane dot. singla |
| ---- | --- |
| 2007 | Dolce Vita |
| 2010 | Raz-dwa-try – usie za stoł! - Oryginalna pisownia tytułu: Раз-два-тры — усе за стол! - Data wydania: sierpień 2010  |
| 2017 | „Partyzany kaladnaha lesu” - Oryginalna pisownia tytułu: „Партызаны каляднага лесу” - Data wydania: 14 grudnia 2017 |

## Teledyski
| Rok  | Tytuł                      | Pisownia oryginalna        | Reżyser                                        |
| ---- | -------------------------- | -------------------------- | ---------------------------------------------- |
| 2002 | „Absent”                   | „Абсэнт”                   | Uładzimir Markiewicz                           |
| 2003 | „Hości”                    | „Госьці”                   | Maciej Saburau                                 |
| 2003 | „Lublu”                    | „Люблю”                    | Uładzimir Markiewicz                           |
| 2004 | „Turysty”                  | „Турысты”                  | Eduard Sidaruk, Wital Sidaruk, Mikałaj Skołkau |
| 2004 | „Czterej pancerni”         |                            |                                                |
| 2011 | „Heta nia wietraź”         | „Гэта ня ветразь”          | Maciej Saburau                                 |
| 2015 | „To nia dudka”             | „То ня дудка”              | Ihar Nazaranka                                 |
| 2015 | „Kab my kali kamu czaho”   | „Каб мы калі каму чаго”    | Maciej Saburau                                 |
| 2017 | „Partyzany kaladnaha lesu” | „Партызаны каляднага лесу” | Sierż Ausianik                                 |